# أبيض وأسود (مسلسل)
ابيض واسود مسلسل سعودي منفصل انتج عام 2005 من بطولة ناصر القصبي وعبد الله السدحان يقدم بعض قضايا المجتمع عرض على التلفزيون السعوديين بالمشاركة مع بعض الفنانين السعوديين، المسلسل عرض في الفترة التي كان الإرهاب موجودا بالسعودية وناقشت إحدى حلقات هذا المسلسل الإرهاب والمغررين بهم.